# گوران برین ۱
گوران برین ۱ مربوط به دوره اشکانیان است و در شهرستان سرباز، بخش مرکزی، دهستان پارود، روستای حیط واقع شده و این اثر در تاریخ ۲۷ اسفند ۱۳۸۷ با شمارهٔ ثبت ۲۶۲۳۱ به‌عنوان یکی از آثار ملی ایران به ثبت رسیده است.